# Wisła Jawornik
Wisła Jawornik – przystanek kolejowy w Wiśle w województwie śląskim. Przystanek został wybudowany w ramach rewitalizacji linii kolejowej nr 191 w latach 2019–2022. Otwarcie przystanku nastąpiło wraz ze zmianą rozkładu jazdy w dniu 11 grudnia 2022 roku i zakończeniem rewitalizacji linii kolejowej nr 191.